# ホースニュース・馬
『ホースニュース・馬』（ホースニュース・うま）とは、株式会社ホースニュースが発行していた競馬専門紙。

## 歴史
1945年（昭和20年）9月、終戦とともに日本競馬会（現・日本中央競馬会）は競馬の再開に向けて動き出した。
同年10月、日本競馬会は残されたわずかな馬資源を活用して能力検定競走の開催に漕ぎ着ける。この競走の情報を伝えるため、戦後初の競馬新聞『馬』が創刊された。
翌1946年（昭和21年）10月17日、日本競馬会による戦後初の馬券発売を伴う主催競走が行われた。『馬』は同時に創刊されたダービーニュースや、戦前に存在し復刊した競馬研究、競馬ニホンなどとともに競馬復興を支える専門紙として本格始動した。1947年（昭和22年）9月、「株式会社ホースニュース」として法人化。
1958年（昭和33年）には大阪に支社を設け、関西でも発行を開始する。ほぼ同時に大坪元雄が入社した。1970年代以降、中央競馬の厩舎が茨城県美浦村と滋賀県栗東町の2カ所のトレーニングセンターに集約された後は、両方に支局を持っていた（そのため、一時期テレビCMのキャッチコピーが『全国ネットを誇る』となっていた）。
1959年（昭和34年）、日本短波放送解説者の大川慶次郎と契約する。大川は1961年（昭和36年）9月3日の東京競馬で、全レースを的中させるパーフェクト予想を達成した。これにより新聞の売り上げは伸び、会社は東京・東池袋に自社社屋を建てることができた。しかし翌1962年（昭和37年）、後発紙の勝馬が創刊するにあたって大川は事実上ヘッドハンティングされる形で移籍した。
その後、大川の事実上の後継とも言うべき予想者が多数育つ。1970年代前半には、後に多くのテレビ出演をこなす阿部幸太郎と井崎脩五郎が相次いで入社した。一方で大阪支社の看板記者に成長した大坪は1964年（昭和39年）、東京本社に異動し本紙予想を務めるが、1968年（昭和43年）、競合紙の『競馬ブック』にヘッドハンティングされてしまう。
日本を代表する競馬評論家が多く在籍していたこともあり、特に関東地区でのテレビ・ラジオ競馬中継において所属トラックマンが廃刊直前まで解説者として多数出演していた。しかし、阿部や井崎のテレビ出演は単独では売り上げの起爆剤にはなかなかならず、第二次競馬ブームが去った1990年代以降部数が低迷。この原因について夕刊フジOBの渡辺敬一郎は自著『日本競馬闇の戦後史』で「井崎や阿部らのテレビ出演時に見せる軽薄なキャラクターがベテラン競馬ファンから嫌われたのが原因」と指摘している。またそれ以外にも、他紙に比べて電算写植やDTPの導入が遅れたためにページ増や紙面カラー化等の面で他紙に見劣りするようになった点も須田鷹雄などが指摘している。さらにOBの丹下日出夫は「会社はオグリブームの利益を、設備投資ではなく、ホテル買収などの不動産投資やら何やらにあて、世の中の流れと同調するかのように、バブルの崩壊とともに会社も沈没」と自身のブログに記している。実際、旧本社社屋は1963年（昭和38年）建築の木造のまま老朽化が進行。井崎は当時レギュラー出演していた文化放送『梶原しげるの本気でDONDON』で輪転機の漏電ブレーカーがしばしば作動するという有様をトークのネタにしていた。後日、同番組で電気設備の専門家を呼んで視察したところ「（老朽化した建物と電気工事が）ここまでひどいのは見たことがない」と嘆かせたほどで、紙面刷新など及びもつかない状態であったことが推察される。
2003年（平成15年）、池袋の旧本社を引き払って東京都江東区南砂に移転。
2008年（平成20年）2月19日、同社ホームページにて「競馬専門紙『馬』の発行を全て休止する」旨の告知がなされた。これに伴い中央版は2008年2月17日付、ばんえい版は2月18日付、南関東版は2月19日付をもって休刊（ホッカイドウ競馬版は2007年11月13日付が最終発行）となった。休刊決定後、津田は競馬エイト専属評論家に、丹下は毎日新聞に所属して本紙予想担当に、井崎、辻はフリーの競馬評論家にそれぞれ転向した。各専門紙も全て廃刊となった。KKベストセラーズ『競馬最強の法則』は2008年4月号で、「ホースニュース社は今後清算される見通し」と伝えたが、2025年現在も法人登記は存続しており、実際は休眠会社となっている。

## 放送系メディアとの関係
ホースニュース社は2000年代まで在京のテレビ・ラジオ各局の競馬中継番組に解説者を派遣し、特に1980年代には大きな影響力を持っていた。
テレビではフジテレビ（『競馬中継』→『チャレンジザ競馬』→『スーパー競馬』）との縁が深かった。『うまなりクン』や『みんなのケイバ』などで競馬新聞の特集を組んだ際、取り上げられたのは同じフジサンケイグループの産経新聞社が発行する競馬エイトではなく、系列外の本紙であった。また同じフジテレビ系列の北海道文化放送とも非常に関係が強かった。1980年代中頃以降は関東独立U局の『中央競馬ワイド中継』（土日とも）、『中央競馬ハイライト』（土曜）にも解説者を派遣した。
ラジオでは1969年（昭和44年）、ラジオ関東（現・ラジオ日本）『競馬実況中継』の提供に参加し、笹川忠がメイン解説に着任。2000年（平成12年）に提供降板するまで一貫してその座にあった。

### テレビコマーシャル
1990年代には当時の看板予想家である井崎と阿部の2人が出演したテレビCMが『スーパー競馬』、『ワイド中継』（日曜）、『ハイライト』（土曜）で流れていた。この2人が出演するCMはいくつかのバージョンがあったが、キャッチコピーは共通で「Are You Happy?」であり、2人のキャラクターに合わせたコミカルなCMとなっていた。一方で2人のキャラクターが軽薄だとしてベテラン競馬ファンからは嫌われたといい（前述）、2000年代になってからはこれらのCMは放映されなくなった。

## おもな発行物
現在はいずれも休刊している。
- ホースニュース・馬（競馬予想専門紙）
  - 中央版（関東・関西）
  - 南関東版
  - ホッカイドウ競馬版
  - ばんえい版
  - 園田・姫路版
- 週刊『馬』（雑誌）
- 月刊公営競馬（雑誌）

## 在籍していた人物

### 中央競馬・関東
- 阿部幸太郎 - ラジオ日本『競馬実況中継』（日曜1部）、関東独立U局『中央競馬ワイド中継』（日曜）『中央競馬ハイライト』（土曜）などを歴任。2001年に夕刊フジへ移籍。
- 井崎脩五郎 - 1972年（昭和47年）入社。フジテレビ『チャレンジザ競馬』→『スーパー競馬』→『みんなのケイバ』→『みんなのKEIBA』を歴任。タレントとしても活動。廃刊後、フリーの評論家となる。
- 伊藤友康 - ダービーニュースへ移籍後にテレビ東京『土曜競馬中継』、ラジオ日本（日曜2部）などを歴任。
- 大川慶次郎 - 競週ニュース退職後、日本短波放送『中央競馬実況中継』解説在任中の1960年代前半に契約、同社在籍中にパーフェクト予想を達成。1962年（昭和37年）、勝馬創刊と同時に移籍。
- 沖田雅輝 - 『スーパー競馬』で大川の予備役を務める。2018年（平成30年）死去。
- 小渕高慶 - 1999年入社。廃刊後競馬ブック（中央・関東版）に移籍するがその後退社し、2019年現在はエージェント業務に専念。
- 恩田勉 - 1980年（昭和55年）競友より移籍。1989年（平成元年）ユーワホースクラブに転職。
- 菊池洋行 - 廃刊に伴い、競馬研究（現・研究ニュース関東版）に移籍。
- 今野光成 - 2001年（平成13年）ケイシュウNEWS（中央版）より移籍。廃刊後競馬研究に再移籍しさらに研究ニュース（関東）所属となる。
- 笹川忠 - ラジオ日本競馬実況中継（日曜1部）メイン解説などを歴任。2005年死去。
- 高島弘行 - 昭和50年代に本紙予想を担当。日本短波放送（第1放送）、ラジオ日本（日曜1部）などを歴任。1986年頃勝馬へ移籍。
- 丹下日出夫 - 1981年入社。『ワイド中継』（日曜）、BS11『BSイレブン競馬中継』（土日とも）などを歴任。廃刊後、毎日新聞東京本社へ移籍。
- 辻三蔵 - 1998年入社。廃刊後、フリーの競馬ライターとなる。
- 藤原有貴 - 廃刊後、競馬研究に移籍。
- 弥永明郎 - ダービーニュースより移籍。ラジオ日本（日曜1部）パドック解説、『ワイド中継』（土曜・吉岡の予備役）などを歴任。廃刊後、馬サブローへ移籍。
- 吉岡司 - 1983年（昭和58年）入社。『ワイド中継』（土曜）パドック解説などを歴任。廃刊後、UMAJINに移籍。

### 中央競馬・関西
- 大坪元雄 - 1958年（昭和33年）入社。1968年（昭和43年）競馬ブック（中央・関西版）に移籍。
- 津田照之 - 1993年（平成5年）入社。北海道文化放送『KEIBAプレミア』などを歴任。廃刊後、競馬エイト（関西）へ移籍。
- 橋本貞男 - 1974年（昭和49年）入社。廃刊後、エージェント活動に専念し幸英明を年間1000回騎乗に導く。
- 平林雅芳 - 2001年、武豊の専属エージェントに指名される。廃刊後、エージェント活動に専念。2018年12月をもって引退した。
- 三宅俊博 - 1995年（平成7年）入社。廃刊後、競馬ニホンを経て競馬ブック（中央・関西版）に移籍。国分優作・河原田菜々らの騎乗依頼仲介者。

### 公営
- 中川明美 - 南関東。1992年入社。廃刊後、競馬ブック（南関東版）へ移籍。
- 藤本美芽 - 南関東。元荒尾競馬騎手。
- 小寺雄司 - ばんえい
- 瀬藤治人 - 園田・姫路。1986年入社。廃刊後、大阪スポーツへ移籍し兵庫公営本紙予想を担当。